# Kim Campbell
Avril Phaedra Douglas Campbell, detta Kim (Port Alberni, 10 marzo 1947), è una politica canadese.
Fu il diciannovesimo Primo ministro del Canada dal 25 giugno al 4 novembre del 1993. Fu la prima e finora unica donna ad aver ricoperto in Canada la carica di Primo Ministro.

## Biografia
Kim Campbell nacque a Port Alberni, in Columbia Britannica, da George Thomas Campbell (1920–2002) e Phyllis "Lisa" Cook (1923-2013).
In età pre-adolescenziale si trasferì a Vancouver; e all'età di 12 anni sua madre la abbandonò lasciando sia lei che sua sorella Alix con suo padre. A Vancouver frequentò la Prince of Wales Secondary School, dove fu una studentessa modello, diventando la prima rappresentante di istituto donna, diplomandosi nel 1964.
Vinse una borsa di studio in scienze politiche nella British Columbia University, laureandosi nel 1969.
Entrò nella London School of Economics nel 1970 con un dottorato sul Governo Sovietico, andando a vivere nell'Unione Sovietica da aprile a giugno 1972.
Trascorse diversi anni studiando il russo, avendo comunque delle difficoltà con il Presidente Boris El'cin quando venne in visita in Canada nel 1993.
Nel 1972 sposò Nathan Divinsky, da cui in seguito divorziò nel 1983, in seguito si sposò con Howard Eddy dal 1986 al 1993, e poi dal 1997 con Hershey Felder.
Campbell fu eletta alla British Columbia Legislative Assembly come membro della British Columbia Social Credit Party nel 1986, prima di essere eletta nella House of Commons of Canada nel 1988. Durante il governo del primo ministro Brian Mulroney, occupò diverse posizioni ministeriali come ministro della Giustizia dal 1990 al 1993.
Dal 4 gennaio al 25 giugno 1993 divenne Ministro della Difesa Nazionale, per poi diventare Primo Ministro il 25 giugno dopo le dimissioni di Mulroney.
4 mesi dopo, durante le elezioni Canadesi del 1993 con la sconfitta dei Conservatori Progressisti, Campbell si dimise. Il suo governò durò quindi soltanto 132 giorni, diventando il terzo governo più corto nella storia canadese.